# Bullita fusca
Bullita fusca är en insektsart som först beskrevs av Andrej Vasiljevitj Gorochov 1986.  Bullita fusca ingår i släktet Bullita och familjen syrsor. Inga underarter finns listade i Catalogue of Life.